# ريفيروبيلما
ريفيرسوبلما، هو جنس أحادي النمط من العناكب في عائلة ثيرافوسيداي .إنه ثيرافوسين وموطنه الأصلي هو بيرو والإكوادور. وهوالنوع الوحيد ريفيرسوبلما بيترسي .

## وصف
يُظهر ريفيروبيلما إزدواج الشكل الجنسي القوي، حيث تكون الأنثى بنية فاتحة على رأس الصدر ولها بطن أسود، في حين أن الذكور يكون أكثر قتامة بكثير عموما. إنها صغير جدًا (30-35 مم)، و سكوبولا على الرابع طرسوس في الساقين ومقسمة بواسطة شعيرات. الصمة طويلة وواسعة جدًا. لدى الذكر شعر مرتف من النوع الثالث، والأنثى قد عدلت من النوع الأول الذي ينقسم مرتين مشط القدم الرابع ليس نطاقًا.

## كحيوان أليف
يتم الاحتفاظ بهذا النوع أحيانًا كحيوان أليف، وقد تم استيراده منذ عام 1909من بيرو. إنه يحتاج دائماً إلى بيئة رطبة جدًا وباردة نوعاً ما.